# Hunasanahalli, Shrirangapattana
Hunasanahalli là một làng thuộc tehsil Shrirangapattana, huyện Mandya, bang Karnataka, Ấn Độ.